# Campionati europei di pattinaggio di velocità 2022 - Team sprint maschile
L'evento del team sprint maschile dei Campionati europei di pattinaggio di velocità 2022 si è svolto l'8 gennaio 2022 alla Thialf di Heerenveen, nei Paesi Bassi.

## Risultati
| Pos | Pair | Corsia | Nazione                                                                   | Tempo   | Diff  |
| --- | ---- | ------ | ------------------------------------------------------------------------- | ------- | ----- |
| 1   | 1    | s      | Paesi Bassi Merijn Scheperkamp Kai Verbij Tijmen Snel                     | 1:19.71 |       |
| 2   | 3    | c      | Norvegia Bjørn Magnussen Henrik Fagerli Rukke Håvard Holmefjord Lorentzen | 1:19.83 | +0.12 |
| 3   | 3    | s      | Polonia Marek Kania Damian Żurek Piotr Michalski                          | 1:20.54 | +0.83 |
| 4   | 2    | c      | Germania Nico Ihle Joel Dufter Moritz Klein                               | 1:20.72 | +1.01 |
| 5   | 2    | c      | Italia Jeffrey Rosanelli Mirko Giacomo Nenzi David Bosa                   | 1:21.10 | +1.39 |
| 6   | 2    | s      | Bielorussia Stefan Neumiarzhytski Artiom Chaban Ignat Golovatsiuk         | 1:21.58 | +1.87 |